# República Socialista Soviética Turcomena
A República Socialista Soviética do Turcomenistão (em turcomeno: Түркменистан Совет Социалистик Республикасы; romaniz.: Türkmenistan Sowet Sotsialistik Respublikasy; em russo: Туркменская Советская Социалистическая Республика; romaniz.: Turkmenskaya Sovetskaya Sotsialisticheskaya Respublika), também conhecida como Turcomenistão Soviético, foi uma das repúblicas constituintes da União Soviética. Fazia fronteira com a República Socialista Soviética Cazaque a noroeste, República Socialista Soviética Uzbeque ao norte e a leste, Afeganistão a sudeste, Irã ao sul e sudoeste, e o mar Cáspio a oeste.
Originalmente o oblast Turcomeno da República Socialista Soviética Autônoma do Turquestão, foi elevado, em 13 de maio de 1925, à categoria de república soviética; desde então, suas fronteiras permaneceram inalteradas. Em 22 de agosto de 1990, a RSS Turcomena declarou sua soberania estatal, tornando-se independente em 27 de outubro de 1991, sendo renomeada Turquemenistão. Uma nova constituição foi adotada no dia 8 de maio de 1992.

## História

### Anexação ao Império Russo
As tentativas do Império Russo de invadir o território turcomeno intensificaram-se na segunda metade do século XIX. De todos os povos da Ásia Central, os turcomenos são creditados como aqueles que apresentaram maior resistência contra a expansão russa. Em 1869, os russos fundaram um porto no mar Cáspio, na cidade de Krasnovodsk (atual Türkmenbaşy), em território turcomeno. A partir de então, as tropas russas adentraram o território, dominando o Canato de Quiva em 1873. Como tribos turcomenas, em especial os Yomud, estavam a serviço militar do Canato, as tropas russas fizeram duras investidas sobre a região da Corásmia, exterminando centenas de turcomenos e destruindo seus assentamentos. Em 1881, as tropas do Gal. Mikhail Skobelev cercaram a capturaram Geok Tepe, uma das últimas fortalezas turcomenas, a noroeste de Asgabade. Com a derrota dos turcomenos, a anexação do território do atual Turcomenistão avançou com fraca resistência. No mesmo ano, os russos assinaram um acordo com os persas, delimitando o que hoje é a fronteira entre o Turcomenistão e o Irã. Em 1897, um acordo semelhante foi assinado entre os russos e os afegãos.
Após a anexação ao Império Russo, a região passou a ser denominada Região Transcáspica, sendo administrada por oficiais indicados pelo Governador-General Turcomeno em Tasquente. Na década de 1880, foi construída uma ferrovia que liga Krasnovodsk a Asgabade, sendo depois expandida até Tasquente; diversas áreas urbanas começaram a se desenvolver nos arredores da via férrea. Apesar da Região Transcáspica ter sido essencialmente uma colônia da Rússia, havia uma preocupação dos russos com as intenções colonialistas britânicas na região, bem como possíveis rebeliões da população turcomena.

### Criação da República Socialista Soviética Turcomena
Devido ao fato de o povo turcomeno ter sido majoritariamente indiferente ao advento soviético em 1917, atividades revolucionárias foram raras na região nos anos seguintes à revolução. Contudo, os anos que antecederam a revolução foram marcados por revoltas turcomenas esporádicas contra o governo russo, mais notadamente uma revolta anticzarista em 1916, tendo ocorrido em todo o território. Um dos poucos movimentos de resistência armados incluem a participação na Revolta dos Basmachi, na Ásia Central, da década de 1920 até o início da década de 1930, que abrangia várias dependências soviéticas entre os revoltosos. Apesar das fontes soviéticas descreverem esta batalha como uma parte não muito importante na história da república, esta resultou na morte de um grande número de turcomenos.
Em outubro de 1924, quando a Ásia Central foi dividida em entidades políticas distintas, a Região Transcáspica e o Oblast Turcomeno da República Socialista Soviética Autônoma do Turquestão tornaram-se a República Socialista Soviética Turcomena, uma república constituinte da União Soviética. Durante a coletivização forçada e outras mudanças socioeconômicas extremas promovidas nas primeiras décadas de governo soviético, o nomadismo pastoral deixou de ser uma alternativa economicamente viável na RSS Turcomena, e, no final da década de 1930, a maioria do povo turcomeno já havia se tornada sedentária. As tentativas dos soviéticos de suprimir os costumes turcomenos levaram a mudanças significativas nas relações familiares e políticas e nos costumes culturais e religiosos. Um grande número de russos e outros povos eslavos, bem como grupos de etnias diversas provenientes do Cáucaso, migraram para as áreas urbanas do país. Nos primeiros anos de domínio soviético, foi iniciado um desenvolvimento industrial modesto, além de uma exploração limitada dos recursos naturais da república.
Durante o regime soviético, todas as crenças religiosas foram atacadas pelas autoridades comunistas, que as chamavam de "superstição" e "vestígios do passado". Feriados religiosos foram abolidos e escolas religiosas foram fechadas, bem como a grande maioria de mesquitas existentes no país. Durante a Segunda Guerra Mundial, a Administração Espiritual dos Muçulmanos da Ásia Central e do Cazaquistão, sediada em Tasquente, foi criada com o intuito de supervisionar a fé islâmica na Ásia Central. Por muito tempo, a Administração serviu como um instrumento de propaganda, cujas atividades pouco melhoravam a causa muçulmana. A doutrinação ateísta do governo sufocou o desenvolvimento religioso no país e contribuiu para o isolamento dos turcomanos da comunidade internacional muçulmana. Algumas práticas religiosas, tais como o funeral islâmico e a circuncisão permaneceram por todo o período soviético, porém grande parte dos costumes, conhecimentos e crenças religiosas foram preservadas apenas nas áreas rurais, de forma "folclórica", em uma espécie de islamismo não oficial, não sancionado pela Direção Espiritual estatal.

### Pré-independência
Desde a década de 1930, o governo central soviético manteve suas repúblicas sob forte controle. A política de nacionalidades do Partido Comunista da União Soviética promoveu o desenvolvimento de uma elite política turcomena, além de uma russificação do país. Os eslavos, tanto em Moscou quanto na RSS Turcomena, supervisionavam de perto a composição política e de burocratas do governo; em geral, a liderança turcomena era alinhada às políticas soviéticas. O governo central soviético comandava quase toda a atividade política na república, e, exceto por um escândalo de corrupção ocorrido na metade da década de 1980, que derrubou o então Primeiro Secretário Muhammetnazar Gapurow, a RSS Turcomena era uma república soviética considerada tranquila. Estrangeiros – e até mesmo muitos cidadãos soviéticos – não tinham permissão para visitar o país; a maioria dos turcomenos também não podia deixar a república. A políticas glasnost e perestroika, do governo de Mikhail Gorbatchov, não tiveram um impacto significativo na RSS Turcomena, uma vez que os governantes do território e os ministros da URSS raramente mantinham entrelaces. A república não estava preparada nem para a dissolução da União Soviética, nem para sua independência, em 1991.
Quando as demais repúblicas soviéticas começaram a declarar soberania sobre seus territórios em 1988 e 1989, as lideranças turcomenas também começaram a denunciar as políticas econômicas e políticas do governo central como exploradoras e prejudiciais ao bem estar e orgulho do povo turcomeno. Em votação unânime em seu Soviete Supremo, a RSS Turcomena declarou sua soberania em agosto de 1990. Após a tentativa de golpe contra o regime Gorbatchov de agosto de 1991 em Moscou, o líder da RSS Turcomena Saparmurat Niyazov promoveu um referendo popular para consultar a população sobre a independência do país. O resultado oficial revelou que 94% do povo era favorável à independência. O Soviete Supremo da república não tinha escolha senão declarar a independência do país da União Soviética e a criação da República do Turquemenistão no dia 27 de outubro de 1991. O reconhecimento da URSS veio no dia 26 dezembro de 1991. Em 18 de maio de 1992, uma nova constituição foi adotada.

## Política
Assim como as demais repúblicas soviéticas, a RSS Turcomena era governada sob a ideologia marxista-leninista, sendo comandada pelo único partido político legal, o Partido Comunista do Turcomenistão, que era o braço turcomeno do Partido Comunista da União Soviética. A forma de governo era a de uma república socialista unipartidária unitária. O Soviete Supremo turcomeno, que comandava poder legislativo da república era unicameral e liderado pelo Presidente do Conselho de Ministros, sendo sediado na capital Asgabade.

## Subdivisões
A RSS Turcomena era dividida em 5 oblasts (dados de 1 de janeiro de 1976).
| Nome                  | Superfície (milhares de km²) | População (milhares de hab.) | Capital     |
| --------------------- | ---------------------------- | ---------------------------- | ----------- |
| Oblast de Asgabade    | 95,4                         | 675                          | Asgabade    |
| Oblast de Krasnovodsk | 138,5                        | 295                          | Krasnovodsk |
| Oblast de Mary        | 86,8                         | 588                          | Mary        |
| Oblast de Tashauz     | 73,6                         | 488                          | Tashauz     |
| Oblast de Chardzhou   | 93,8                         | 553                          | Chradzhou   |